# Mistrzostwa Świata w Biathlonie 1961
3. Mistrzostwa świata w Biathlonie odbyły się w 1961 roku w szwedzkiej miejscowości Umeå. Zawodnicy startowali w dwóch konkurencjach: biegu indywidualnym mężczyzn na 20 km (kara za każde pudło wynosiła 2 minuty) i bieg drużynowy mężczyzn (suma 3 najlepszych wyników z każdej reprezentacji z biegu indywidualnego mężczyzn na 20 km).

## Wyniki

### Bieg indywidualny
| Pozycja | Zawodnik                    | Narodowość        | Strzelanie   | Wynik     |
| ------- | --------------------------- | ----------------- | ------------ | --------- |
|         | Kalevi Huuskonen            | Finlandia         | 2 (0+0+2+0)  | 1:32:11,0 |
|         | Aleksandr Priwałow          | ZSRR              | 6 (4+0+0+2)  | +2:56,0   |
|         | Paavo Repo                  | Finlandia         | 8 (2+4+0+2)  | +3:09,0   |
| 4.      | Walentin Pszenicyn          | ZSRR              | 6 (6+0+0+0)  | +5:26,0   |
| 5.      | Antti Tyrväinen             | Finlandia         | 12 (4+2+2+4) | +5:56,0   |
| 6.      | Dmitrij Sokołow             | ZSRR              | 10 (2+4+2+2) | +6:40,0   |
| 7.      | Magnar Ingebrigtsli         | Norwegia          | 8 (0+2+2+4)  | +7:22,0   |
| 8.      | Tage Lundin                 | Szwecja           | 6 (2+4+0+0)  | +7:35,0   |
| 9.      | Klas Lestander              | Szwecja           | 4 (2+2+0+0)  | +8:23,0   |
| 10.     | Eino Närvä                  | Finlandia         | 10 (4+2+0+4) | +9:11,0   |
| 11.     | Richard Taylor              | Stany Zjednoczone | 12 (6+2+0+4) | +9:30,0   |
| 12.     | Nikołaj Pawłowski           | ZSRR              | 10 (2+0+2+6) | +10:01,0  |
| 13.     | Józef Gąsienica-Sobczak     | Polska            | 16 (8+0+4+4) | +10:03,0  |
| 14.     | Wolfgang Heider             | NRD               | 6 (0+2+2+2)  | +10:56,0  |
| 15.     | Olav Jordet                 | Norwegia          | 10 (2+0+2+6) | +11:08,0  |
| ...     |                             |                   |              |           |
| 19.     | Stanisław Styrczula         | Polska            | 14 (4+4+0+6) | +14:14,0  |
| 20.     | Stanisław Gąsienica-Sobczak | Polska            | 14 (8+0+2+4) | +15:12,0  |
| 23.     | Stanisław Zięba             | Polska            | 18 (8+4+0+6) | +18:13,0  |

### Bieg drużynowy
| Pozycja | Zawodnicy                                                               | Reprezentacja | Strzelanie                             | Wynik     |
| ------- | ----------------------------------------------------------------------- | ------------- | -------------------------------------- | --------- |
|         | Kalevi Huuskonen Paavo Repo Antti Tyrväinen                             | Finlandia     | 2 (0+0+2+0) 8 (2+4+0+2) 12 (4+2+2+4)   | 4:45:38,0 |
|         | Aleksandr Priwałow Walentin Pszenicyn Dmitrij Sokołow                   | ZSRR          | 6 (4+0+0+2) 6 (6+0+0+0) 10 (2+4+2+2)   | 4:51:35,0 |
|         | Klas Lestander Tage Lundin Stig Andersson                               | Szwecja       | 6 (2+4+0+0) 4 (2+2+0+0) 14 (6+2+2+4)   | 5:06:11,0 |
| 4.      | Magnar Ingebrigtsli Olav Jordet Ivar Skogsrud                           | Norwegia      | 8 (0+2+2+4) 10 (2+0+2+6) 12 (6+6+0+0)  | 5:06:44,0 |
| 5.      | Józef Gąsienica-Sobczak Stanisław Styrczula Stanisław Gąsienica-Sobczak | Polska        | 16 (8+0+4+4) 14 (4+4+0+6) 14 (8+0+2+4) | 5:16:02,0 |
| 6.      | Wolfgang Heider Heiner Gierth Horst Nickel                              | NRD           | 6 (0+2+2+2) 12 (6+2+0+4) 18 (9+2+2+4)  | 5:17:01,0 |
| 7.      | Heinz Härting Hermann Mayr Hermann Lackner                              | Austria       | 22 (4+6+8+4) 24 (4+4+6+9) 28 (9+6+2+9) | 5:41:53,0 |

## Klasyfikacja medalowa
| # | Reprezentacja | Złoto | Srebro | Brąz | Razem |
| - | ------------- | ----- | ------ | ---- | ----- |
| 1 | Finlandia     | 2     | 0      | 1    | 3     |
| 2 | ZSRR          | 0     | 2      | 0    | 2     |
| 3 | Szwecja       | 0     | 0      | 1    | 1     |